# Jennifer Digbeu
Jennifer Digbeu (nacida el 14 de abril de 1987 en Lyon, Francia) es una jugadora de baloncesto francesa. Es la hermana del también profesional Alain Digbeu.